# Pauline Lithard
 Pauline Lithard, née le 11 février 1994 à Colmar  est une joueuse de basket-ball française évoluant au poste de meneuse.

## Biographie
Pauline Lithard commence le basket à six ans chez elle, à Kaysersberg. Elle évolue au Centre de Formation de Bourges de 2010 à 2012, qui lui permet notamment de côtoyer quelques stars du basket féminin français, dont Céline Dumerc.
Elle signe au Reims Basket féminin en 2012, en Ligue 2, où malgré les résultats en dents de scie du club champenois, elle démontre son fort potentiel au poste de meneuse. Elle aspire à découvrir l'élite le plus vite possible.
À l'été 2013, elle remporte la médaille d'argent du Championnat du monde avec l'Équipe de France des -19 ans.
À l'été 2014, une blessure à un doigt l'empêche, à la dernière minute, de s'envoler en Italie avec l'Équipe de France des -20 ans au Championnat d'Europe, où l'Équipe de France des -20 ans sera sacrée.
Au terme de la saison, elle est recrutée par les Flammes Carolo comme doublure d'Amel Bouderra en LFB. Pour son coach Romuald Yernaux, « Pauline est une joueuse qui a été référencée comme l’un des futurs prospects français. Elle dispose d’un bon tir à 3 points et d’une bonne vision du jeu ».
En mai 2016, en manque de temps de jeu dans les Ardennes, un contact avec le club du Landerneau Bretagne Basket se concrétise et elle rejoint la pointe du Finistère. Un nouveau challenge avec des responsabilités s'offre à elle dans une division qu'elle connaît bien. 
Lors de la saison 2016-2017 elle réalise sa meilleure saison sous les couleurs du Landerneau Bretagne Basket. Avec une moyenne de 12,8 points par match dont un match à Arras couronné de 31 points, elle est alors élue meilleure meneuse du championnat de LF2. Son équipe terminera demie finaliste des play off de LF2 
La saison 2017-2018 sera aussi une réussite pour la meneuse. Son club obtient la montée en LFB a l'issue d'une finale contre Angers. Son année sera ponctuée d'une convocation en Équipe de France A' dont elle sera la capitaine. 
Si Landerneau accroche son maintien, elle n'est pas conservée pour une seconde saison en LFB et quitte le club après trois saisons en Bretagne. Elle rejoint Charnay, qui accroche le maintien lors de la saison 2019-2020. Elle répond en décembre 2020 à la sollicitation de Saint-Amand où elle a réalisé 8,5 points, 3,8 passes et 1,9 rebond sur les 8 premiers matches de la saison.
Elle est sous contrat avec Saint-Amand, relégué en Ligue 2, mais elle annonce durant l'été 2024 sa maternité.

## Palmarès

### Équipe de France
- Championne d'Europe des moins de 18 ans en 2012
- Vice-Championne du Monde des moins de 19 ans[4] en 2013

### En club
- Championne de Ligue 2 : 2018

### Distinctions Personnelles
- Meilleure Performance Espoir Féminin aux Sacres du Sport de la Ville de Reims en 2013[9]
- Meilleure Meneuse de LF2 en 2017 et 2018